# Шерть 1649 года
Шерть 1649 года — шерть, скреплявшая договорные отношения между калмыцким ханом Дайчином и астраханскими воеводами. Является первым договором между Калмыцким ханством и представителями Русского царства.

## История
После крымского похода 1647 года калмыцкие улусы несколько раз подвергались нападениям со стороны астраханских татар. В одно из таких нападений татарами было украдено около 5 тысяч лошадей, что привело к осложнениям между Дайчином и Астраханью, которая не смогла в полной мере контролировать своих татар. Кроме этого Дайчин, кочевавший в это время за Яиком, присматривался к степям, располагавшимся западнее Астрахани.
Весной 1647 года из Яицкого городка в ставку Дайчина, отправилось астраханское посольство во главе с татарином Болсендеем, которое передало Дайчину послание астраханских воевод. 6 июня 1647 года Дайчин отпустил это посольство с сообщением астраханским воеводам, что он ждёт от них знака примирения в виде нового посольства, которое пригонит ему стадо скота. В этом послании Дайчин сообщал также, что в противном случае он начнёт военные действия против Астрахани.
В это же время активизация действий Дайчина против Крымского ханства вызвала реакцию Алексея Михайловича, который приказал астраханским воеводам урегулировать отношения с калмыками. Русский царь видел в калмыках своих союзников в борьбе против Крымского ханства. В июне 1648 года астраханские воеводы отправили к Дайчину посольство в составе четырёх татар и ранее задержанных калмыцких послов Эсембета и Балдана.
В феврале 1649 года в Астрахань прибыло ответное посольство Дайчина, во главе которого стояли тайши Токмак, Онкобай и Батыркей. Калмыцкое посольство просило от имени Дайчина разрешить калмыкам кочевать западнее Астрахани. Со своей стороны астраханские воеводы выдвигали условия о возвращении ногайцев на их кочевья в Ногайскую степь, требовали выдачу аманатов (знатные заложники) и предлагали выгодные для себя правила торговли, которая могла совершаться калмыками только после разрешения русского царя.
На переговорах также обсуждался вопрос об отношениях между калмыками и яицкими казаками, на территории которых кочевал Дайчин. Яицкие казака часто нападали на калмыцкие улусы. Дайчин требовал от русского царя прекратить эти набеги и угрожал в противном случае начать военные действия против казаков.
В результате переговоров калмыцкое посольство дало от имени Дайчина шерть на условиях астраханских воевод.

## Условия шерти
- Стороны договорились о прекращении набегов и взаимном наказании воров;
- Русская сторона обязалась пресекать нападения своих подданных на калмыцкие улусы;
- Стороны договорились о взаимной выдаче пленных;
- Калмыцкая сторона давала послушание русскому царя и брала на себя обязанность участвовать в совместных сражениях;
- Калмыцкая сторона обязалась не переходить Волгу и не кочевать в ногайской степи без разрешения русского царя.

## Текст шерти
«… у великого государя у его царского величия быти в вечном послушанье, и его царскому величию служити и прямити и добра хотети во всем вправду, безо всякие хитрости, и никакова дурна не мыслите, и с государевыми непослушники и с изменники ни с кем ни о чём не ссылатися; и государевых русских людей, и вечных холопей, нагайских и едисанских и юртовских татар, в улусех и на проездех и промыслов, нигде не побивати и в полон не имати и не грабити, и к себе в улусы от Астрахани и от иных городов их не призывать и не подговаривать, а будет кто отъедет, и тех не принимати; и к Астрахани и к иным государевым городом и на уезды, на государевых людей и на нагайские и на едисанские и на юртовские улусы, и на рыбные и на соляные промыслы войною самим не приходить и никого не посылати, и на государевых городов, и сел и деревень, и учюгов и рыбных ловель, и всяких промыслов не жечь и не грабить, и никакого зла не делати и не мыслити; а где случится им, калмыцким тайшам, и братьям и детям, и племянником их, и улусным людем, быть на государевой службе с государевыми ратными людми, и им с государевыми изменники и с непослушники биться до смерти, не щадя голов своих, а великому государю его царскому величию не изменити, и государевых людей не подати и хитрости над ними никакие не чинити; и русский полон, который у них в улусех, собра им, весь отдати в государеву отчину, Астрахань, и в иные государевы городы; и кочевати б им, калмыцким людем, с улусы своими в летнее и зимнее время за рекою Яиком, в прежних своих кочевых местех, а на Нагайскую степь, через Яик и к реке Волге, и царского величества к отчине к Астрахани в ближние места без государеву указу кочевать не ходить; и посыльщиков, которых по государеву указу ныне пошлют и вперед из государевы отчины из Астрахани и иных городов бояре и воеводы учнут посылать для его государевых дел в калмыкие улусы к нему, Дайчине тайши, и к братьев его, и к детям его, и к племенником, и к улусным людем, и им не грабити и тесноты и безчестья никакого не чинити и отпущать тех посыльщиков без задержанья».

## Источник
- Тепкеев В. Т., Калмыки в Северном Прикаспии во второй трети XVII века, Элиста, ЗАОр "НПП «Джангар», 2012, стр. 172—177, ISBN 978-5-94587-523-4